# أيام الحب (فلم)
أيام الحب هو فيلم رومانسي مصري من إخراج حلمى حليم، أنتج في عام 1968م وبطولة نادية لطفي وأحمد مظهر

## ملخص القصة
تدور أحداث القصة حول مخرج سينمائي يبحث عن وجه سينمائي جديد ليقوم ببطولة فيلمه بعد أن تخلت البطلة الأساسية عن الفيلم، لكنة يفشل في هذا، فيذهب إلى الإسكندرية ليقابل بائعة، ويقرر تعليمها وتقديمها للأوساط الراقية على أنها واحدة من سيدات المجتمع الراقيات، وبعد نجاح فيلمها تتمرد على المخرج، فيقوم بكشف حقيقتها للناس، تتركه وتعود إلى الإسكندرية مرة أخرى لتمارس عملها السابق.

## القصة الكاملة
انتهى المخرج شريف لطفى (أحمد مظهر) من آخر مشهد في فيلمه الأخير والتقط له الصحفي الفني ومدير الدعاية حنفى (عبدالمنعم إبراهيم) صورة له ونجمة الفيلم إلهام (سهير البابلي) بناء على رغبة المنتج الجمل (محمد رضا) من أجل الدعاية، وأشاعوا أن هناك علاقة غرامية بين إلهام وشريف، مما أثار استياء شريف واعترض على هذا الأسلوب الرخيص في الدعاية، ولكن استياءه تم مجابهته باعتراض شديد من النجمة إلهام التي أخبرته بأن أفلامه تنجح لوجودها فيها وليس لمجهوده، مما دعاه لعدم التعاون معها مرة أخرى، ولكن الجمل استاء من ذلك وطالبها بالاعتذار له أو إيجاد نجمة بديلة وأراد شريف أن يكتشف نجمة جديدة ويصنع منها بطلة، ودعاه جلال سامى (عادل أدهم) للسفر إلى الإسكندرية لمشاهدة عرض أزياء فيه عارضات جميلات قد يصلحن للعمل السينمائي، ولكنهم في الطريق الصحراوى تعرفوا على بائعة المياه الغازية قشطة (ناديه لطفى) وأعجب بها شريف لأنها بنت بلد، وتصلح لدور البرنسيسة أيضًا ولكن بعد أن يعلمها، طلب شريف من قشطة العمل في السينما فرفضت، فترك لها عنوانه وذهب إلى الإسكندرية، ولكن لم تعجبه العارضات، تعرضت قشطه لضغط من عمتها (نعيمة الصغير) للزواج من الأسطى خميس (أحمد أباظه) فهربت للقاهرة وذهبت إلى شريف، الذي استضافها في منزل عمته (زوزو ماضي) وأحضر لها الشيخ عبد الصمد (إسكندر منسي) مدرس اللغة العربية والمسيو بيير (أدمون تويما) مدرس اللغة الفرنسية وعلمها آداب الإتيكيت، وكيف تأكل وتلبس وتمشى وتتحدث وبذل معها جهدًا كبيرًا، ولكنها لم تتعلم بسهولة فاقترحت عليه عمته أن يجعلها تحبه ليستنفر قواها ويأخذ منها ما يريد، وبالفعل استجابت له بعد أن أحبته لفرط إحساسها بعطفه وحنيته، تم تقديمها إلى المجتمع الفنى باسم ناديه رفعت، وحقق لها الصحفى حنفى الدعاية اللازمة، وبدأت العمل في فيلم (لا ياحبى) أمام جلال سامي، ولكنها لم تؤدي بالمستوى المطلوب، وتلعثمت فاقترح حنفي على شريف أن يُظهر لها حبه لتعطيه مايريد، وبالفعل أعطاها حبه ووجد منها استجابة شديدة، ونجح الفيلم، وبإحدى الحفلات إدعت إلهام أن شريف لم يفعل شيئًا معها، فعرض شريف على الجميع أصل النجمة الجديدة عندما كانت قشطة بائعة المياه الغازية، مما دفعها للإستسلام للشراب مع جلال سامى، الذي رفضت حبه من أجل شريف، ولكن شريف شعر بخطأه وحبه الكبير لقشطة، فسارع إليها واعتذر لها وتزوجها.

## روابط خارجية
- أيام الحب على موقع IMDb (الإنجليزية)
- أيام الحب على موقع الدهليز
- أيام الحب على موقع قاعدة بيانات الأفلام العربية
- أيام الحب على موقع قاعدة بيانات الفيلم (الإنجليزية)
- أيام الحب على موقع ليتربوكسد (الإنجليزية)
- أيام الحب على موقع كينوبويسك (الروسية)